# 2011-es jordán rali
A 2011-es jordán rali volt a 2011-es rali-világbajnokság negyedik versenye. Április 14. és 16. között került megrendezésre. 20 gyorsasági szakaszból állt volna a verseny, de az első napi szakaszokat törölték így csak 14 gyorsasági szakaszon futottak, mely 259.56 kilométert tett ki. A 31 indulóból 23 versenyző ért célba.

## Szakaszok
| Nap              | Szakasz | Rajtidő | Szakasz neve                 | Hossz    | Győztes            | Idő               | Átlagsebesség     | Versenyben vezető              |
| ---------------- | ------- | ------- | ---------------------------- | -------- | ------------------ | ----------------- | ----------------- | ------------------------------ |
| 1. (Április 14.) | 1.      | 11:33   | Wadi Shueib 1                | 8.65 km  | Szakaszok törölve  | Szakaszok törölve | Szakaszok törölve | Szakaszok törölve              |
| 1. (Április 14.) | 2.      | 12:16   | Mount Nebo 1                 | 11.09 km | Szakaszok törölve  | Szakaszok törölve | Szakaszok törölve | Szakaszok törölve              |
| 1. (Április 14.) | 3.      | 13:03   | Ma'in 1                      | 17.00 km | Szakaszok törölve  | Szakaszok törölve | Szakaszok törölve | Szakaszok törölve              |
| 1. (Április 14.) | 4.      | 15:30   | Wadi Shueib 2                | 8.65 km  | Szakaszok törölve  | Szakaszok törölve | Szakaszok törölve | Szakaszok törölve              |
| 1. (Április 14.) | 5.      | 16:13   | Mount Nebo 2                 | 11.09 km | Szakaszok törölve  | Szakaszok törölve | Szakaszok törölve | Szakaszok törölve              |
| 1. (Április 14.) | 6.      | 17:00   | Ma'in 2                      | 17.00 km | Szakaszok törölve  | Szakaszok törölve | Szakaszok törölve | Szakaszok törölve              |
| 2. (Április 15.) | 7.      | 09:03   | Suwayma 1                    | 13.50 km | Sébastien Loeb     | 7:01.0            | 115.44 km/h       | Sébastien Loeb                 |
| 2. (Április 15.) | 8.      | 09:46   | Kafrain 1                    | 17.20 km | Petter Solberg     | 12:11.6           | 84.64 km/h        | Sébastien Loeb Sébastien Ogier |
| 2. (Április 15.) | 9.      | 10:49   | Jordan River 1               | 41.45 km | Sébastien Ogier    | 27:32.6           | 90.29 km/h        | Sébastien Ogier                |
| 2. (Április 15.) | 10.     | 13:37   | Suwayma 2                    | 13.50 km | Jari-Matti Latvala | 6:59.0            | 115.99 km/h       | Sébastien Ogier                |
| 2. (Április 15.) | 11.     | 14:20   | Kafrain 2                    | 17.20 km | Jari-Matti Latvala | 11:48.2           | 87.43 km/h        | Sébastien Ogier                |
| 2. (Április 15.) | 12.     | 15:23   | Jordan River 2               | 41.45 km | Sébastien Ogier    | 27:13.5           | 91.35 km/h        | Sébastien Ogier                |
| 3. (Április 16.) | 13.     | 08:20   | Yakrut 1                     | 14.16 km | Sébastien Loeb     | 8:30.6            | 99.84 km/h        | Sébastien Ogier                |
| 3. (Április 16.) | 14.     | 08:50   | Bahath 1                     | 12.53 km | Mikko Hirvonen     | 9:30.0            | 79.14 km/h        | Sébastien Ogier                |
| 3. (Április 16.) | 15.     | 09:35   | Mahes 1                      | 20.44 km | Mikko Hirvonen     | 14:33.0           | 84.29 km/h        | Sébastien Ogier                |
| 3. (Április 16.) | 16.     | 10:18   | Baptism Site 1               | 10.50 km | Sébastien Loeb     | 5:21.7            | 117.50 km/h       | Sébastien Ogier                |
| 3. (Április 16.) | 17.     | 12:18   | Yakrut 2                     | 14.16 km | Jari-Matti Latvala | 8:15.8            | 102.82 km/h       | Sébastien Ogier                |
| 3. (Április 16.) | 18.     | 12:48   | Bahath 2                     | 12.53 km | Jari-Matti Latvala | 9:10.5            | 81.94 km/h        | Sébastien Ogier                |
| 3. (Április 16.) | 19.     | 13:33   | Mahes 2                      | 20.44 km | Jari-Matti Latvala | 14:09.1           | 86.66 km/h        | Jari-Matti Latvala             |
| 3. (Április 16.) | 20.     | 15:00   | Baptism Site 2 (Power stage) | 10.50 km | Sébastien Ogier    | 5:21.7            | 117.50 km/h       | Sébastien Ogier                |

## Végeredmény
| Poz.     | Versenyző            | Navigátor           | Autó                      | Idő       | Különbség | Pont |
| -------- | -------------------- | ------------------- | ------------------------- | --------- | --------- | ---- |
| 1.       | Sébastien Ogier      | Julien Ingrassia    | Citroën DS3 WRC           | 2:48:28.2 | 0.0       | 28   |
| 2.       | Jari-Matti Latvala   | Miikka Anttila      | Ford Fiesta RS WRC        | 2:48:28.4 | 0.2       | 18   |
| 3.       | Sébastien Loeb       | Daniel Elena        | Citroën DS3 WRC           | 2:48:55.9 | 27.7      | 16   |
| 4.       | Mikko Hirvonen       | Jarmo Lehtinen      | Ford Fiesta RS WRC        | 2:51:12.9 | 2:44.7    | 14   |
| 5.       | Matthew Wilson       | Scott Martin        | Ford Fiesta RS WRC        | 2:54:13.1 | 5:44.9    | 10   |
| 6.       | Kimi Räikkönen       | Kaj Lindström       | Citroën DS3 WRC           | 2:54:43.1 | 6:14.9    | 8    |
| 7.       | Federico Villagra    | Jorge Pérez Companc | Ford Fiesta RS WRC        | 2:57:46.9 | 9:18.7    | 6    |
| 8.       | Hálid al-Kászimi     | Michael Orr         | Ford Fiesta RS WRC        | 2:58:11.9 | 9:43.7    | 4    |
| 9.       | Dennis Kuipers       | Frédéric Miclotte   | Ford Fiesta RS WRC        | 3:02:55.7 | 14:27.5   | 2    |
| 10.      | Bernardo Sousa       | António Costa       | Ford Fiesta S2000         | 3:03:33.7 | 15:05.5   | 1    |
| SWRC     |                      |                     |                           |           |           |      |
| 1. (10.) | Bernardo Sousa       | António Costa       | Ford Fiesta S2000         | 3:03:33.7 | 0.0       | 25   |
| 2. (11.) | Karl Kruuda          | Martin Järveoja     | Škoda Fabia S2000         | 3:03:55.4 | 21.7      | 18   |
| 3. (12.) | Hermann Gassner, Jr. | Kathi Wüstenhagen   | Škoda Fabia S2000         | 3:05:55.8 | 2:22.1    | 15   |
| 4. (17.) | Albert Llovera       | Diego Vallejo       | Abarth Grande Punto S2000 | 3:21:07.2 | 17:33.5   | 12   |
| 5. (18.) | Eyvind Brynildsen    | Cato Menkerud       | Škoda Fabia S2000         | 3:26:55.2 | 23:21.5   | 10   |

## Szuperspecial (Power Stage)
| Poz | Versenyző       | Idő    | Különbség | Átlagsebesség | Pont |
| --- | --------------- | ------ | --------- | ------------- | ---- |
| 1   | Sébastien Ogier | 5:21.7 | 0.0       | 117.50 km/h   | 3    |
| 2   | Mikko Hirvonen  | 5:21.7 | 0.0       | 117.50 km/h   | 2    |
| 3   | Sébastien Loeb  | 5:22.0 | 0.3       | 117.39 km/h   | 1    |

## Külső hivatkozások
A verseny hivatalos honlapja Archiválva 2018. október 31-i dátummal a Wayback Machine-ben